# Audi Coupé
Audi Coupé je sportovní automobil vyráběný Německou automobilkou Audi v letech 1980 až 1988.